# 持久化框架
持久化框架（英語：persistence framework）是一种中间件，可协助并自动将程序数据存储到数据库（尤其是关系数据库）中。它作为应用程序和数据库之间的一个抽象层，通常弥合两者之间的任何概念差异。
许多持久性框架也是对象关系映射（ORM）工具（例如Hibernate、MyBatis SQL Maps、Entity Framework、ObjectiveSql （页面存档备份，存于）、Slick和Java Ultra-Lite Persistence）。此类框架将应用程序域中的对象映射到需要在数据库中持久化的数据。可以使用XML文件或元数据注释来定义映射。
ORM 不仅仅是一面向对象语言和关系型数据库之间的一种，也有可描述为面向对象语言对关系型数据库的一种抽象，其它抽象类似于面向对象语言解释现实业务领域，通过面向对象的方式解决关系数据库的问题，封装、重用、可扩展等特性应该被使用在ORM中。
传统的SQL 是面向数据分析人员使用的一种工作，其表现形式和内在的逻辑更加人性化，使得不懂编程的人员可以正常的使用。但随着时代的进步，关系型数据的广泛应用，SQL 与编程语言的融合越来越重要，SQL 的编程与传统的编程语言的结合已经不是纯字符串的形式结合了，需要更加符合编程语言的方式出现。